# Иванов, Александр Сергеевич (легкоатлет)
Алекса́ндр Серге́евич Ивано́в (род. 14 августа 1944, Владивосток) — советский легкоатлет, специалист по бегу на короткие дистанции. Выступал за сборную СССР по лёгкой атлетике во второй половине 1960-х годов, четырёхкратный чемпион СССР, победитель Спартакиады народов СССР, участник чемпионата Европы в Будапеште. Представлял Ленинград, Вооружённые силы и спортивное общество «Буревестник». Также известен как тренер по лёгкой атлетике, преподаватель физического воспитания. Кандидат педагогических наук (1975). Заслуженный тренер РСФСР (1988). Заслуженный работник физической культуры Российской Федерации (2004).

## Биография
Александр Иванов родился 14 августа 1944 года во Владивостоке в семье военнослужащего. С 1948 года после демобилизации отца постоянно проживал в Петрозаводске, в 1962 году окончил местную среднюю школу, поступил на физико-математический факультет Петрозаводского государственного университета.
В 1963—1966 годах проходил службу в армии, в это время активно занимался спринтерским бегом, успешно выступал на первенствах Вооружённых сил.
Впоследствии переехал в Ленинград, поступив в ленинградский Государственный дважды орденоносный институт физической культуры имени П. Ф. Лесгафта.
Первого серьёзного успеха на всесоюзном уровне добился в сезоне 1966 года, когда на чемпионате СССР в Днепропетровске выиграл бронзовую медаль в зачёте бега на 400 метров. Благодаря этому успешному выступлению вошёл в основной состав советской сборной и выступил на чемпионате Европы в Будапеште — участвовал в индивидуальном беге на 400 метров и в эстафете 4 × 400 метров, в обоих случаях не преодолел предварительные квалификационные этапы. Также в этом сезоне с армейской командой одержал победу в эстафете 4 × 400 метров на чемпионате СССР по эстафетному бегу в Ленинакане.
В 1967 году выиграл бег на 200 метров на международном старте в Карл-Маркс-Штадте, тогда как на чемпионате страны в рамках IV летней Спартакиады народов СССР в Москве завоевал серебряную награду в дисциплине 400 метров и золотую награду в эстафете 4 × 400 метров.
В 1968 году с командой «Буревестника» победил в эстафете 4 × 400 метров на чемпионате СССР в Ленинакане.
На чемпионате СССР по эстафетному бегу 1969 года в Ужгороде получил серебро в программе эстафеты 4 × 400 метров.
В 1970 году на чемпионате СССР в Минске вновь выиграл эстафету 4 × 400 метров, став таким образом четырёхкратным чемпионом страны в данной дисциплине. Окончив институт со специальностью «физическая культура и спорт», устроился преподавателем на кафедру физического воспитания Ленинградского института авиационного приборостроения.
В 1975 году в Тартуском государственном институте защитил диссертацию на соискание учёной степени кандидата педагогических наук. Тема диссертации: «Исследование эффективности переключения двигательной активности в циклических видах спорта, связанных с нагрузкой субмаксимальной интенсивности».
Некоторое время в 1975—1976 годах занимал должность старшего тренера в ленинградском областном совете спортивного общества «Буревестник».
С 1980 года в течение многих лет находился на должности заведующего кафедрой физического воспитания Ленинградской (Санкт-Петербургской) государственной консерватории им. Н. А. Римского-Корсакова. Автор множества научных статей и учебно-методических пособий. Доцент (1982). Заслуженный тренер РСФСР (1988). Профессор (1998). Заслуженный работник физической культуры Российской Федерации (2004).
Награждён медалями «Двадцать лет Победы в Великой Отечественной войне 1941—1945 гг.» (1965), «В память 300-летия Санкт-Петербурга» (2003), «100 лет профсоюзному движению России» (2005).